# Lasioglossum fattigi
Lasioglossum fattigi är en biart som först beskrevs av Mitchell 1960. Den ingår i släktet smalbin, och familjen vägbin. Inga underarter finns listade i Catalogue of Life. Arten förekommer i sydöstra Kanada till nordöstra och mellersta USA.

## Beskrivning
Huvud och mellankropp är metalliskt ljust gulgröna till (mera sällsynt) blåaktiga. Munskölden är mörkbrun på den övre halvan; den undre delen kan vara guldgul (om den inte har samma färg som övriga huvudet). Antennerna är mörkbruna, med undersidan av de yttre lederna mörkt rödbruna hos honan, orangegula hos hanen. Vingarna är halvgenomskinliga, med brungula ribbor och ljust rödbruna vingfästen. Benen är bruna; hos honan är de fyra bakre fötterna rödbruna, medan alla sex fötterna är brungula hos hanen. Bakkroppssegmenten är bruna, med bakkanterna genomskinligt brungula. Behåringen är vitaktig och tämligen gles, utom på hanens ansikte under ögonen, där den döljer ytan. Kroppslängden är 4 till 5,6 mm för honan, med en framvingelängd på 3,2 till 3,9 mm. Motsvarande mått för hanen är drygt 5 mm kroppslängd, och omkring 3,5 mm för framvingen.

## Utbredning
Utbredningsområdet sträcker sig från Ontario i Kanada över sydligate Minnesota till sydöstra New York i norra USA söderut till östra Tennessee, västra North Carolina, nordvästligaste South Carolina och nordligaste Georgia. Arten är inte vanlig.

## Ekologi
Lasioglossum fattigi är ett eusocialt bi, det bildar samhällen där de parningsdugliga honorna, drottningarna, övervintrar som vuxna. Boet grävs ut i marken. Arten är oligolektisk, den flyger till blommande växter från många familjer, som hortensiaväxter (hortensiasläktet), brakvedsväxter (Ceanothus) och rosväxter (plymspireor).